# 2-哌啶酮
2-哌啶酮是一个六元环内酰胺，可用作有机合成的中间体。

## 合成
它可由哌啶的氧化得到：